# Monasterio de Santa María de Sisla
El monasterio de Santa María de la Sisla (1384 - 1835) fue un convento jerónimo que hubo en la comarca de la Sisla, cerca de Toledo.

## Historia
Se nombra ya en 1162 una ermita "de Santa María de Cisla" en un documento en que se la hace depender de la Basílica de Santa Leocadia en la Vega Baja del río Tajo. En torno a esta ermita quedó fijado el topónimo, que hoy designa una dehesa situada cerca de Toledo en la zona sureste de la ciudad.
El convento propiamente dicho fue el segundo de la Orden de San Jerónimo en España y se construyó en 1384 con la advocación de Santa María de la Sisla. Alcanzó una gran prosperidad derivada de los amplios recursos naturales y económicos del lugar. La iglesia, de arquitectura gótica, como los claustros, celdas y demás dependencias del monasterio, tenía gran capacidad; y el monasterio cobraba pingües rentas de montes, olivares y otras fincas. 
A mediados del siglo XV era prior de esta institución el escritor y traductor jerónimo Gonzalo de Ocaña, compilador de un famoso flos sanctorum y personaje muy querido por la reina de Castilla María de Aragón. En ese mismo siglo se hizo un retablo para la iglesia por parte de un discípulo del llamado Maestro de Ávila, conocido hoy como "maestro de la Sisla", del cual han subsistido seis pinturas que fueron a parar al Museo del Prado desde el Museo de la Trinidad. Se trata de una Anunciación, una Visitación, una Adoración de los Reyes, una Presentación de Jesús antes los doctores, una Circuncisión y un Tránsito de la Virgen. Pero al comenzar el siglo XVI tuvo lugar la revuelta de los Comuneros de Castilla y en 1521 se instaló en el convento el prior de San Juan con sus tropas para asediar a Toledo, unida entonces a la causa antiimperial. El acuerdo de paz firmado en el convento se conoce desde entonces como Concordia de la Sisla.
Carlos I y Felipe II se plantearon seriamente construir aquí su gran palacio de retiro, pues el emperador ya solía pasar mucho tiempo con sus monjes antes de retirarse al monasterio de la Sisla al fallecer su mujer Isabel de Portugal y encargar a su hijo Felipe que presidiera la comitiva para trasladar el cadáver desde Toledo a la Capilla Real de Granada; pero luego se decidió por el más lejano monasterio de Yuste. Felipe II, por su parte, terminaría eligiendo el de San Lorenzo de El Escorial. No así un eminente jurista que fue uno de sus embajadores y consejeros, Francisco de Vargas Mejía (1484-1560), quien escogió el monasterio toledano para pasar sus últimos días.
Ya en el siglosiglo XVIII, Antonio Ponz refiere en su Viaje (car. V, 27 y ss.) que vio en el refectorio del monasterio una agradable Santa Cena por Luis Tristán, el más famoso y casi único de los discípulos de El Greco, y, de este último, un cuadro con dos ermitaños, así como otras importantes obras de Luis Tristán.
En 1802 sufrió un incendio que destrozó parte del edificio, y durante la Guerra de la Independencia los guerrilleros ocuparon el lugar intermitentemente, quedando harto deteriorado; sufrió cierto abandono por las exclaustraciones de 1820 y 1835; ya en 1821 se disolvió un par de años vendiéndolo a un particular durante una efímera desamortización. Devuelta justamente la propiedad a la orden de San Jerónimo tras la reposición de Fernando VII y la consiguiente invasión de los Cien mil hijos de San Luis en 1823, el ilustrado obispo Manuel Abad y Queypo (1751-1825) sufrió prisión y murió en el monasterio en 1825 por oponerse a la Inquisición.
La Orden Jerónima quedó extinguida en 1835 y con la desamortización todo salió a subasta en 1838; diversos dueños particulares que se lo repartieron provocaron más estragos: la iglesia del convento fue demolida y sus artesonados se llevaron a la calle Atocha de Madrid para adornar la vivienda del banquero que lo compró en 1849, el barón José de Buschental.
Las edificaciones que quedaron se usaron como casa de labor y finca de recreo antes de que a principios del siglo XX Consuelo Cubas, hija de los marqueses de Cubas y de Fontalba y Condesa de Arcentales, señora de Pelizaeus y (título pontificio) Condesa de Santa María de la Sisla, los aprovechase para levantar un vistoso palacio neomudéjar, con forjas del rejero toledano Julio Pascual y jardines diseñados por Cecilio Rodríguez, autor también de los del Retiro en Madrid. El lujoso palacio, atestado de motivos y ornamentos masónicos, que sirvió para varias iniciaciones y tenidas masónicas y en cuyos salones se rodaron varias películas, aunque todavía en 1925 mantenía en pie algún resto del monasterio (una portada barroca) fue demolido en parte al concluir la guerra civil y en 1975 aún se echaron abajo más elementos porque pasó a formar parte del campo de maniobras de la Academia de Infantería de Toledo, a la que fue vendido, teniendo ahora el dominio de los terrenos. En ellos se conservan ya tan sólo pequeñas partes, como los bellos bancos de cerámica del famoso Daniel Zuloaga. El acceso al lugar está altamente restringido.

## Reliquias
El gran cardenal Albornoz envió de Roma, como obsequios directos del papa Urbano V, muchas reliquias a la catedral de Toledo, de entre las cuales se encontraba el cuchillo de Nerón con que fue degollado el apóstol San Pablo en Roma, que se conservó custodiado en el mismo monasterio de la Sisla hasta que la expropiación forzosa del lugar, habida tras la orden de desamortización ideada y ejecutada por el ministro Juan Álvarez Mendizábal bajo el gobierno sectario del Conde de Toreno (junio-septiembre 1835), provocó que se debiera trasladar a otros lugares. La reliquia era venerada y besada por el pueblo fiel en el monasterio de La Sisla cada 25 de febrero, día de San Matías.
En el año 1936, durante la Guerra de España, milicianos revolucionarios hurtaron la reliquia del monasterio de San Pablo, dando en su desaparición definitiva. [cita requerida]